# Vasiljevići, Ivanjica
Vasiljevići (izvirno srbsko Васиљевићи) je naselje v Srbiji, ki upravno spada pod Občino Ivanjica; slednja pa je del Moraviškega upravnega okraja.

## Demografija
V naselju živi 57 polnoletnih prebivalcev, pri čemer je njihova povprečna starost 54,5 let (54,5 pri moških in 54,5 pri ženskah). Naselje ima 24 gospodinjstev, pri čemer je povprečno število članov na gospodinjstvo 2,67.
To naselje je, glede na rezultate popisa iz leta 2002, večinoma srbsko.
|  |

| Demografija | Demografija     | Demografija     |
| Leto        | Št. prebivalcev | Št. prebivalcev |
| ----------- | --------------- | --------------- |
|             |                 |                 |
|             |                 |                 |
|             |                 |                 |
|             |                 |                 |
| 1948        | 453             |                 |
| 1953        | 452             |                 |
| 1961        | 370             |                 |
| 1971        | 262             |                 |
| 1981        | 130             |                 |
| 1991        | 81              | 81              |
| 2002        | 64              | 64              |
|             |                 |                 |

| Etnična sestava po popisu iz leta 2002 | Etnična sestava po popisu iz leta 2002 | Etnična sestava po popisu iz leta 2002 | Etnična sestava po popisu iz leta 2002 | Etnična sestava po popisu iz leta 2002 |
| -------------------------------------- | -------------------------------------- | -------------------------------------- | -------------------------------------- | -------------------------------------- |
| Srbi                                   | Srbi                                   |                                        | 62                                     | 96,87%                                 |
| Muslimani                              | Muslimani                              |                                        | 2                                      | 3,12%                                  |
| Neznano                                | Neznano                                |                                        | 0                                      | 0,0%                                   |